# Liste der Naturdenkmale in Rastatt
| Naturdenkmale | Anzahl |
| ------------- | ------ |
| FND           | 2      |
| END           | 4      |
| Gesamt        | 6      |

Die Liste der Naturdenkmale in Rastatt nennt die verordneten Naturdenkmale (ND) der im baden-württembergischen Landkreis Rastatt liegenden Stadt Rastatt. In Rastatt gibt es insgesamt sechs als Naturdenkmal geschützte Objekte, davon zwei flächenhafte Naturdenkmale (FND) und vier Einzelgebilde-Naturdenkmale (END).
Stand: 21. September 2022.

## Flächenhafte Naturdenkmale (FND)
| Name                       | Bild | Kennung     | Einzelheiten | Position | Fläche Hektar | Datum         |
| -------------------------- | ---- | ----------- | ------------ | -------- | ------------- | ------------- |
| Kastanienalleen (Murgdamm) | BW   | 82160430002 | Rastatt      | ⊙        | 2,4           | 14. Nov. 1939 |
| Woogsee                    |      | 82160430001 | Rastatt      | ⊙        | 0,4           | 14. Nov. 1939 |
| Legende für Naturdenkmal   |      |             |              |          |               |               |

## Einzelgebilde (END)
| Name                                                                | Bild | Kennung     | Einzelheiten | Position | Fläche Hektar | Datum         |
| ------------------------------------------------------------------- | ---- | ----------- | ------------ | -------- | ------------- | ------------- |
| Acht Eichen im Bereich der Bruckner-/Kreutzer-/Franz-Philipp-Straße | BW   | 82160430005 | Rastatt      | ⊙        | 0,0           | 21. Sep. 2011 |
| Linde am südlichen Ortsausgang von Wintersdorf                      | BW   | 82160430003 | Rastatt      | ⊙        | 0,0           | 16. März 1965 |
| 2 Kastanienbäume am Friedhofseingang in Wintersdorf                 | BW   | 82160430004 | Rastatt      | ⊙        | 0,0           | 26. März 1965 |
| 2 Eichen nördlich des Krebsbachs                                    |      | 82160430006 | Rastatt      | ⊙        | 0,0           | 14. Juni 2021 |
| Legende für Naturdenkmal                                            |      |             |              |          |               |               |